# كييتشي أوكابي
كييتشي أوكابي (岡部啓一 أوكابي كييتشي) هو ملحن ياباني ولد في 26 مايو 1969 في كوبه، هيوغو.

## أعماله في الدراما اليابانية
- مخبز منتصف الليل (بالتعاون مع كيغو هواشي)

## أعماله في الأنمي

### مسلسلات أنمي تلفزيونية
- ووركينغ!! (ضمن MONACA)
- ستار درايفر (ضمن MONACA)
- الإبن المتجول (بالتعاون مع ساتورو كوساكي)
- آيكاتسو! (ضمن MONACA)
- كنز نانانا ريوغاجو (ضمن MONACA)
- كابتن إيرث (ضمن MONACA)
- البطلة يونا يوكي (بالتعاون مع MONACA)
- غارو: ختم اللهب (ضمن MONACA)
- غارو: القمر القرمزي (ضمن MONACA)
- آن هابي (ضمن MONACA)

### أفلام أنمي
- غارو: ديفاين فليم (ضمن MONACA)

## أعماله في ألعاب الفيديو
- سلسلة ألعاب تيكن
  - تيكن 3
  - تيكن تاغ تورنمنت
  - تيكن 5
  - تيكن 5: دارك ريزوركشن
  - تيكن 6
  - تيكن تاغ تورنمنت 2
  - تيكن 7
- نير (ضمن MONACA)
- نير: أوتوماتا
- دراكنغارد 3 (ضمن MONACA)
- ريدج ريسر 3D
- ديمونز سكور
- لورد أوف أبوكاليبس (بالتعاون مع كيغو هواشي)
- سينوأليس
- دانسينغ آيز

## وصلات خارجية
- كييتشي أوكابي على موقع ميوزك برينز (الإنجليزية)
- كييتشي أوكابي على موقع ديسكوغز (الإنجليزية)
- كييتشي أوكابي على موقع ANN person (الإنجليزية)